# Willie Donachie
William Donachie (ur. 5 października 1951 w Glasgow) – szkocki piłkarz występujący na pozycji obrońcy. Trener piłkarski.

## Kariera klubowa
Donachie zawodową karierę rozpoczynał w 1969 roku w angielskim Manchesterze City. W Division One zadebiutował 7 lutego 1970 roku w zremisowanym 1:1 pojedynku z Nottingham Forest. W tym samym roku zdobył z zespołem Puchar Zdobywców Pucharów oraz Puchar Ligi Anielskiej. W 1976 roku ponownie triumfował z klubem w rozgrywkach Pucharu Ligi Angielskiej. W Manchesterze spędził 11 lat.
W 1980 roku Donachie trafił do amerykańskiego Portland Timbers. W 1981 roku wrócił do Anglii, gdzie został graczem zespołu Norwich City z Division Two. W 1982 roku ponownie przeszedł jednak do Portland Timbers. Pod koniec 1982 roku podpisał kontrakt z angielskim Burnley z Division Two. W 1983 roku spadł z nim do Division Three.
W 1984 roku Donachie odszedł do Oldham Athletic z Division Two. Spędził w nim 7 lat. W 1991 roku zakończył karierę.

## Kariera reprezentacyjna
W reprezentacji Szkocji Donachie zadebiutował w 1972 roku. W 1974 roku został powołany do kadry na mistrzostwa świata. Nie zagrał jednak na nich ani razu. Tamten turniej Szkocja zakończyła na fazie grupowej.
W 1978 roku Donachie ponownie znalazł się w zespole na mistrzostwa świata. Wystąpił na nich w meczach z Iranem (1:1) i Holandią (3:2). Z tamtego turnieju Szkocja odpadła po fazie grupowej. W latach 1972–1978 w drużynie narodowej rozegrał w sumie 35 spotkań.